# Rehgrundklinge
Die Rehgrundklinge ist ein etwa 850 Meter langer Bach im Calwer Ortsteil Stammheim am Ostrand des Nordschwarzwaldes in Baden-Württemberg.

## Verlauf
Die Rehgrundklinge verläuft über ihre gesamten 800 m Länge auf Gebiet des Calwer Ortsteils Stammheim. Sie entspringt im Westen von Stammheim dem Rehgrundbrünnele und verläuft steil durch den gleichnamigen Einschnitt der Ostflanke des Nagoldtals, bevor sie oberhalb von Kentheim von rechts und zuletzt Osten oberhalb in die Nagold mündet.

## Wohnplatz
Der nur ein Einzelhaus umfassende Wohnplatz Rehgrundklinge des Calwer Stadtteils Stammheim liegt dicht an der Mündung.